# Schlechteranthus
Schlechteranthus es un género con dos especies de plantas suculentas perteneciente a la familia Aizoaceae.

## Especies
- Schlechteranthus hallii
- Schlechteranthus maximiliani